# NN-13
La carretera NN-13 es una vía departamental secundaria de Nicaragua que recorre la zona urbana e industrial del municipio de Chinandega, en el occidente del país. Conecta la NIC-12 con la comunidad de Santa Emilia, facilitando el acceso a zonas residenciales e industriales.

## Trazado y cruces
La NN-13 tiene una longitud aproximada de 2,8 kilómetros y se desarrolla completamente dentro del departamento de Chinandega. Atraviesa zonas clave del área metropolitana de Chinandega, como el sector industrial norte y el reparto Teguacán.
| km  | Localidad             | Departamento | Conexión / Ruta |
| --- | --------------------- | ------------ | --------------- |
| 0.0 | Chinandega            | CH           | NIC 12          |
| 1.3 | Zona Industrial Norte | CH           | Acceso local    |
| 2.0 | Reparto Teguacán      | CH           | Sin conexión    |
| 2.8 | Santa Emilia          | CH           | NN 14           |